# Jerry P. Martinez

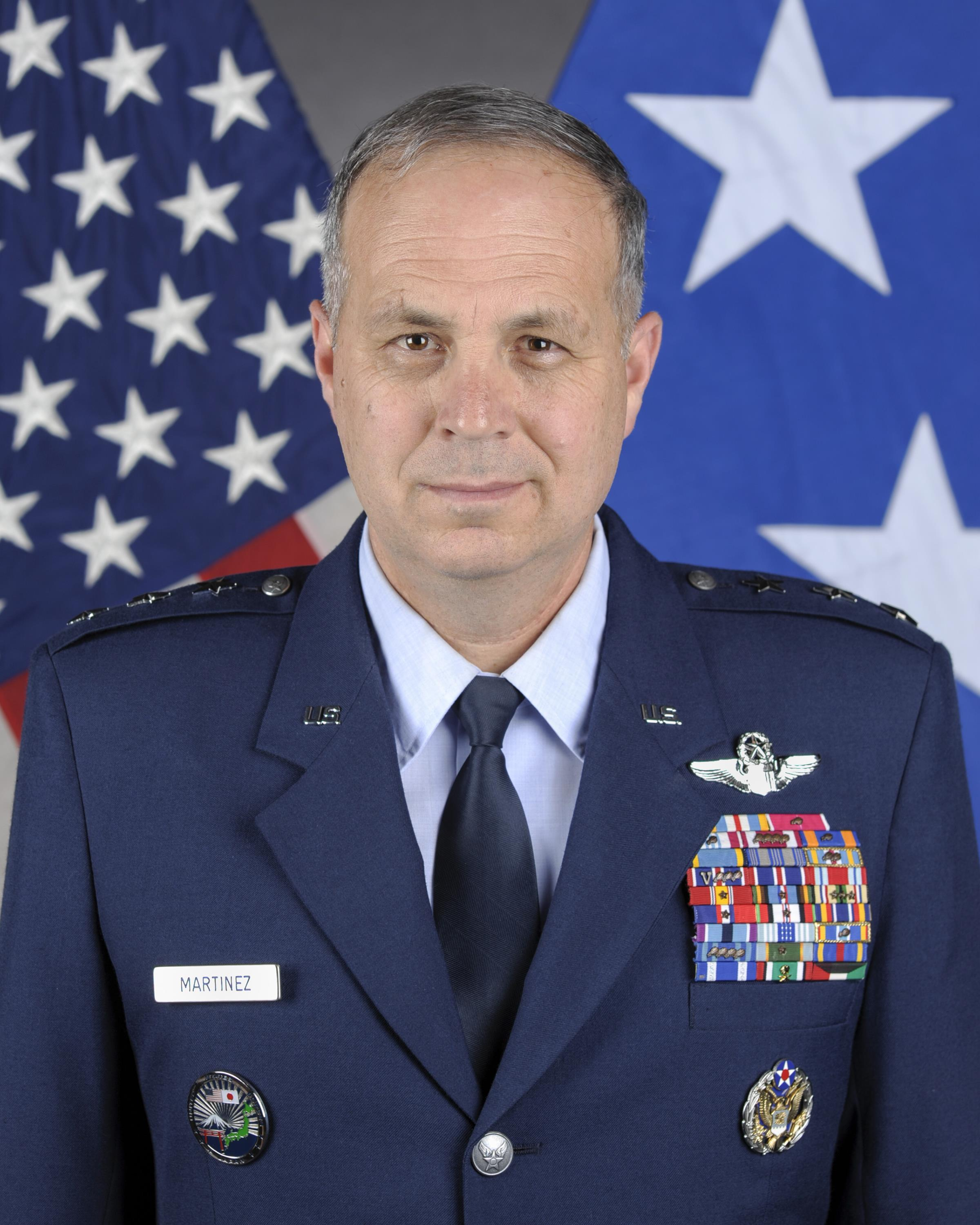
Jerry P. Martinez (2016)

Jerry P. Martinez (* um 1964) ist ein pensionierter Generalleutnant der United States Air Force. Er war unter anderem Kommandeur der United States Forces Japan.
Im Jahr 1986 absolvierte er die United States Air Force Academy in Colorado Springs. Nach seiner Graduation wurde er als Leutnant in das Offizierskorps der Air Force aufgenommen. In der Folge durchlief er alle Offiziersgrade vom Leutnant bis zum Drei-Sterne-General.
Im Lauf seiner militärischen Karriere absolvierte er verschiedene Kurse und Schulungen. Dazu gehörten unter anderem eine Ausbildung zum Kampfpiloten und weitere Fortbildungskurse als Pilot neuer Flugzeugtypen, die Squadron Officer School auf der Maxwell Air Force Base in Alabama, das Command and General Staff College der United States Army in Fort Leavenworth in Kansas, das Air War College und das Joint Forces Staff College. Außerdem erhielt er einen akademischen Grad von der Webster University.
In seinen frühen Jahren als Offizier der Luftwaffe war er an verschiedenen Stützpunkten in den Vereinigten Staaten stationiert. Dabei war er als Pilot, Flugausbilder oder Stabsoffizier bei unterschiedlichen Einheiten tätig. Dazwischen absolvierte er die erwähnten Schulungen. Nach seiner Beförderung zum Oberst wurde Martinez zur McConnell Air Force Base in Kansas versetzt. Dort war er zwischen Juli 2005 und März 2006 stellvertretender Kommandeur des 22. Betankungsgeschwaders (22nd Air Refueling Wing). Daran schloss sich eine Versetzung zur McChord Air Force Base im Bundesstaat Washington an. Dort kommandierte er zwischen März 2006 und Januar 2008 das 62. Transportgeschwader (62nd Airlift Wing).
Es folgte eine Versetzung zur Scott Air Force Base (Scott AFB) in Illinois, wo er bis September 2008 Stabsoffizier beim Air Mobility Command war. Anschließend war er bis zum Februar 2010 Generalinspekteur (Inspector General) bei diesem Kommando. Zwischen März 2010 und April 2011 war Jerry Martinez in Afghanistan stationiert. Im dortigen Kabul gehörte er dem Stab des Combined Security Transition Command, Afghanistan an. Anschließend war er bis Juni 2013 Stabsoffizier in der Abteilung für Operationen, Planungen und Bedarf im Hauptquartier der Air Force. Es folgte eine Versetzung in die Niederlande zum Allied Joint Force Command Brunssum. Dort leitete er zwischen Juni 2013 und Mai 2015 dessen Stabsabteilung für Operationen. Anschließend kehrte er zum Air Mobility Command auf der Scott AFB zurück. Ab Mai 2015 bis zum September 2016 war er dort als Director of Operations Mitglied im Stab dieses Kommandos.
Im Oktober 2016 erhielt Jerry Martinez den Oberbefehl über die United States Forces Japan. Gleichzeitig kommandierte er auch die ebenfalls in Japan stationierte 5. Luftflotte. Zwischen dem 24. Mai und dem 26. Juli war er zusätzlich kommissarischer Kommandeur der Pacific Air Forces. Dabei überbrückte er die Zeit zwischen dem Ausscheiden des vorhergehenden Kommandeurs Terrence J. O’Shaughnessy und dem Amtsantritt des neuen Kommandeurs Charles Q. Brown Jr. Seine Kommandos in Japan behielt er bis zum Jahr 2019. Anschließend schied er aus dem aktiven Militärdienst aus.
Während seiner Zeit als aktiver Militärpilot brachte es Jerry Martinez auf über 4000 Flugstunden auf verschiedenen Flugzeugtypen.

## Daten der Beförderungen
| Abzeichen | Rang               | Jahr             |
| --------- | ------------------ | ---------------- |
|           | Second Lieutenant  | 28. Mai 1986     |
|           | First Lieutenant   | 28. Mai 1988     |
|           | Captain            | 28. Mai 1990     |
|           | Major              | 1. August 1996   |
|           | Lieutenant Colonel | 1. Juli 1999     |
|           | Colonel            | 1. Juli 2005     |
|           | Brigadier General  | 3. Dezember 2009 |
|           | Major General      | 2. August 2013   |
|           | Lieutenant General | 6. Oktober 2016  |

## Orden und Auszeichnungen
Jerry Martinez erhielt im Lauf seiner militärischen Laufbahn unter anderem folgende Auszeichnungen:
- Air Force Distinguished Service Medal
- Defense Superior Service Medal
- Legion of Merit
- Defense Meritorious Service Medal
- Meritorious Service Medal
- Air Medal
- Air Force Achievement Medal
- NATO-Medaille